# مكينلي تنيسون
مكينلي تنيسون (بالإنجليزية: McKinley Tennyson)‏ هو لاعب كرة قدم أمريكي في مركز الهجوم، ولد في 24 مارس 1979 في مونتيري في الولايات المتحدة. شارك مع منتخب الولايات المتحدة تحت 17 سنة لكرة القدم ومنتخب الولايات المتحدة تحت 20 سنة لكرة القدم. أما مع النوادي، فقد لعب مع لوس أنجلوس غلاكسي.

## وصلات خارجية
- مكينلي تنيسون على موقع الدوري الأمريكي (الإنجليزية)
- مكينلي تنيسون على موقع قاعدة بيانات كرة القدم.إي يو (الإنجليزية)